# 吹田順助
吹田 順助（すいた じゅんすけ、1883年12月24日 - 1963年7月20日）は、日本のドイツ文学者、随筆家。東京商科大学（現一橋大学）名誉教授。

## 略歴
東京市牛込で官僚の子として生まれる。号は蘆風。1907年東京帝国大学独文科卒。山岸光宣、茅野蕭々とともに独文三巨匠と言われた。北海道帝国大学予科教授、第七高等学校、山形高等学校、東京商科大学（現一橋大学）教授を経て、1935年東京商科大学予科主事。1937年東京商科大学附属図書館長。のち中央大学教授。フリードリヒ・ヘッベルを中心に、フリードリヒ・ヘルダーリンなどを翻訳、研究し、研究書のほか随筆、詩文集など著作多数にのぼる。
ゼミの指導学生に杉山忠平元一橋大学教授など。
1940年、京都大学文学博士。論文の題は「近代独逸思潮史」。

## 栄典
- 1939年（昭和14年）11月13日 - 勲二等瑞宝章[6]

## 家族
- 父・吹田鯛六(1850 - 1897) ： 幕臣吹田助右衛門の子に生まれ、幕末には神奈川の菜葉隊隊長を経て旭隊に加わって上野戦争で彰義隊とともに戦い、敗戦後も榎本武揚に従い函館を目指したが美賀保丸遭難により断念[7][8]。のち沼津兵学校に入学し、静岡藩の御貸人（他藩に貸し出す人材）として鹿児島藩の改革を指導、上京後政府に出仕し、開拓使、内務省、大蔵省、農商務省を経て、退官後に翻訳家となった[7][9]。
- 母・こう（甲） ： 儒学者・乙骨耐軒の娘。1872年に鯛六と結婚[10]。
- 弟・長吉（1892 - 1976） ： 松角武忠の養子となり襲名し、検事となる。
- 母方伯父・乙骨太郎乙 ： 岳父に杉田成卿
- 母方伯父・上田絅二 ： その子に上田敏
- 母方叔母・飯沼澄 ： 夫の兄に飯沼剛一

## 著書
- 『新しき岸へ』（叢文閣） 1920
- 『ヘッベル』（岩波書店） 1929
- 『緑野抄』（白水社） 1935
- 『近代独逸思潮史』（南郊社） 1938
- 『ビーダーマイヤー文化』（弘文堂） 1939
- 『独逸精神史』（畝傍書房） 1941
- 『果物皿』（警眼社） 1941
- 『パンと見世物』（生活社） 1942
- 『ドイツ民族』（小林幸輔共著、六盟館） 1944
- 『動態的世界観』（葛城書店） 1944
- 『ゲーテと東洋』（都文堂書店） 1948
- 『啓蒙思想 ヒューマニズムの一形態としての』（玄理社） 1948
- 『ヘルデルリーン 生活・芸術・思想』（晴南社） 1949
- 『ドイツ文学序説 主としてドイツ文学を支持点とした文芸論』（芦書房） 1958
- 『旅人の夜の歌 自伝』（講談社） 1959
- 『分水嶺』（南江堂） 1962

## 翻訳
- 『マリア・マグダレナ』（クリスチアン・ヘッベル、警醒社） 1910
- 『十九世紀文学の主潮』（ゲオルク・ブランデス、内田老鶴圃） 1915
- 『ヘツベル傑作集』（洛陽堂） 1916
- 『アグネス・ベルナウエル』（ヘッベル、岩波書店） 1920、のち岩波文庫
- 『十九世紀独逸思想史』（ヴィンデルバンド、岩波書店） 1921
- 『ゲノフエーフア』（ヘツベル、岩波書店） 1924、のち『ゲノヴェーヴァ』（岩波文庫）
- 『伊多利紀行』（大村書店、ゲーテ全集13） 1924
- 『ペンテジレーア』（ハインリッヒ・フォン・クライスト、岩波書店） 1926
- 『ユーディット』（ヘッベル、春陽堂） 1932、のち岩波文庫
- 『移民文学』（ブランデス、春秋社） 1933
- 『独逸浪漫派』（ブランデス、春秋社） 1933
- 『二十世紀の神話』（アルフレット・ローゼンベルク、上村清延共訳、中央公論社） 1938
- 『石灰石』（アーダルベルト・シュティフテル、白水社） 1940
- 『ビスマルクの手紙』（オットー・フォン・ビスマルク、主婦之友社） 1940
- 『理念の形成』（ローゼンベルグ、高橋義孝共訳、紀元社） 1942
- 『ヒュペーリオン』（ヘルデルリーン、青木書店） 1943
- 『ヘルデルリーン詩集』（蒼樹社） 1947
- 『ユダヤの民』（シュティフテル、蒼樹社） 1948
- 『ドイツ文学史 第3巻』（ヴイルヘルム・シェーラー、春田伊久蔵共訳、創元社） 1949
- 『ギューゲスと彼の指輪』（ヘツベル、岩波文庫） 1953
- 『ヘルダーリン集』（小牧健夫共訳、角川文庫） 1959